# Ziziphus mexicana
Ziziphus mexicana är en brakvedsväxtart som beskrevs av Joseph Nelson Rose. Ziziphus mexicana ingår i släktet Ziziphus och familjen brakvedsväxter. Inga underarter finns listade i Catalogue of Life.